# Country house

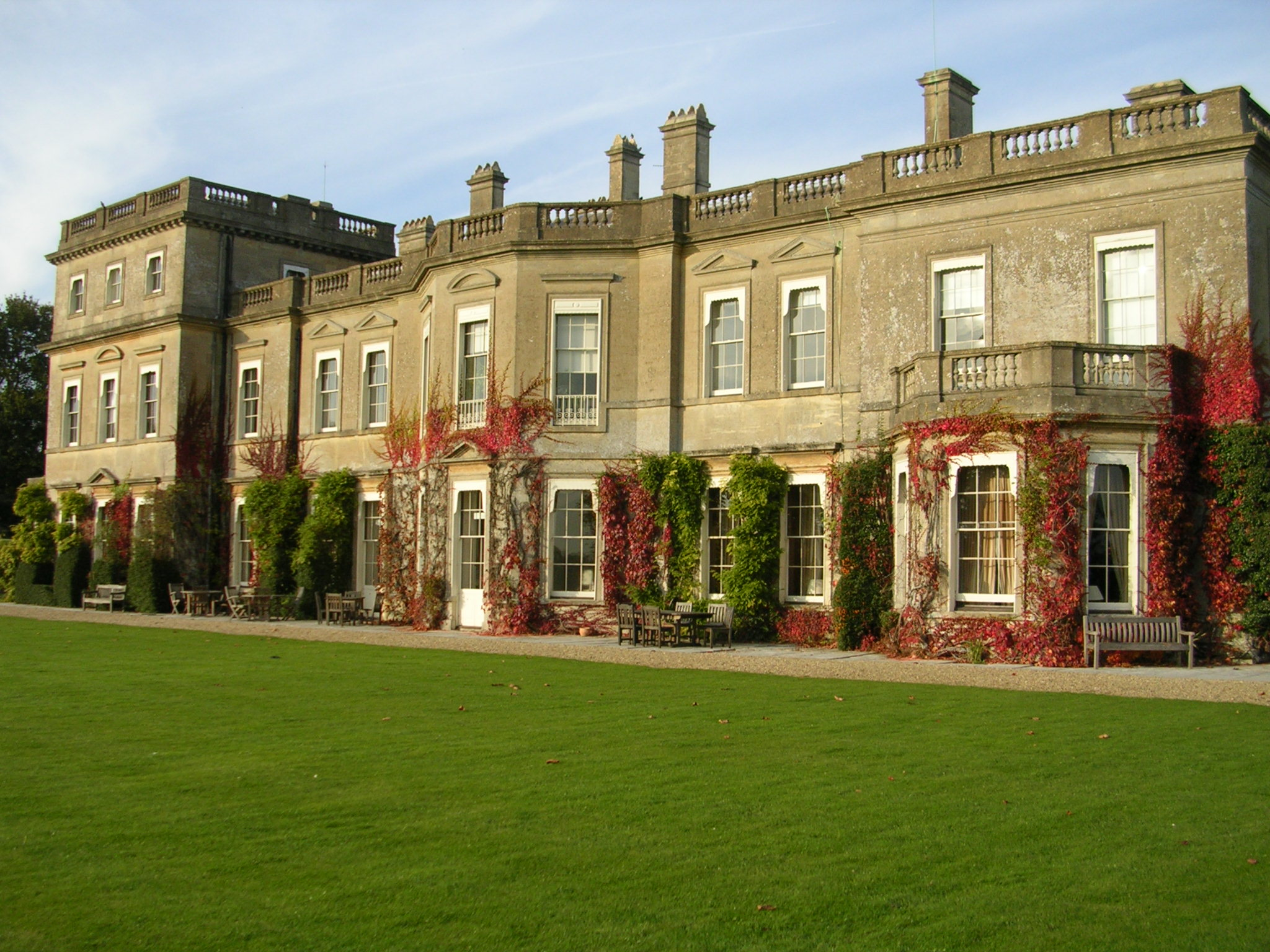
Country house anglesa.

Una English country house és una gran casa o una mansió situada en la zona rural d'Anglaterra. Sovint aquestes cases eren propietat d'individus que també eren propietaris d'una mansió urbana (Townhouse). El terme de country house també englobava la residència continuada dels landed gentry, els quals governaven la Gran bretanya rural fins a la promulgació de la llei Reform Act 1832.
Les country houses van ser llocs importants de contractació de mà d'obra en moltes comunitats rurals. Pels grans canvis en l'economia, a partir de la primera guerra mundial van ser demolides centenars d'elles i les que van restar es van haver d'adaptar per tal de sobreviure.
Mentre que en el cas dels château o els schloss poden ser edificis fortificats o no, una country house normalment no està fortificada. Si ho està, s'anomena un castle; tanmateix, no totes les que s'anomenen d'aquesta manera estan fortificades, per exemple aquest és el cas de Highclere Castle.

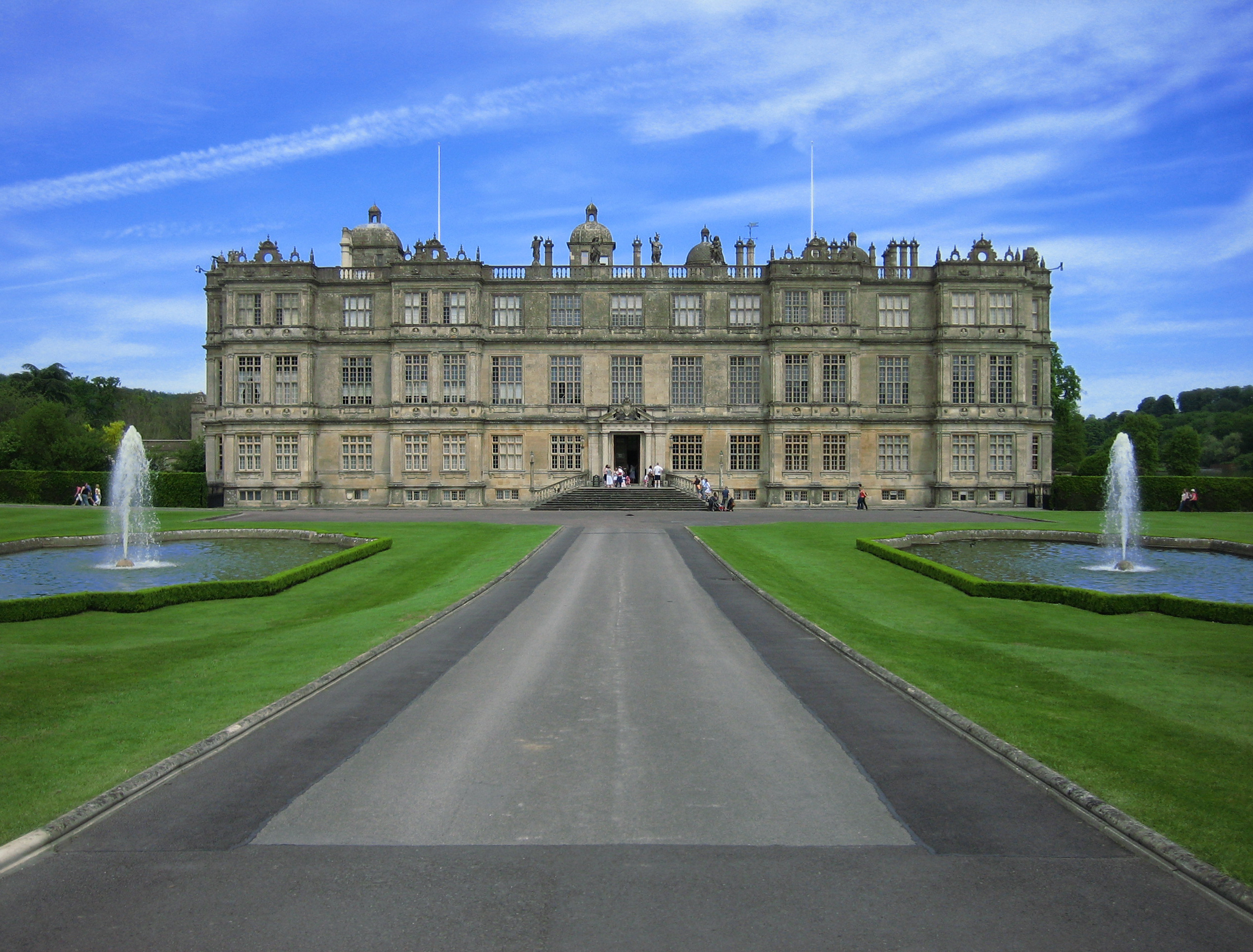
Longleat House va ser el primer country house obert al púlic i també el primer safari park fora d'Àfrica.

A Anglaterra, els termes "country house" i "stately home" de vegades es fan servir vagament com intercanviables; tanmateix, moltes country houses com Ascott a Buckinghamshire deliberadament es designen com no ser stately, i altres grans cases com Kedleston Hall i Holkham Hall van ser construïdes com "power houses" per dominar el paisatge.